# Сетер
Сетер (на шведски: Säter) е град в централна Швеция, лен Даларна. Главен административен център на едноименната община Сетер. Намира се на около 160 km на северозапад от столицата Стокхолм и на около 30 km на югоизток от Фалун. Основан е през 1630 г. Получава статут на град на 8 май 1642 г. Има жп гара. Населението на града е 4429 жители според данни от преброяването през 2010 г.